# Aconitum smirnovii
Aconitum smirnovii är en ranunkelväxtart som beskrevs av Steinb.. Aconitum smirnovii ingår i släktet stormhattar, och familjen ranunkelväxter. Inga underarter finns listade i Catalogue of Life.